# Брахма-вихара
Брахма-виха́ры (возвышенные состояния ума, букв. «обители брахмы», санскр.) представляют собой «серию» из четырёх буддийских добродетелей и практик медитации для их взращивания. Их также называют четырьмя безмерными (санскр. apramāṇa, пали appamaññā) или четырьмя безграничными состояниями ума (кит. трад. 四無量心).
Считается, что эти состояния свойственны Брахме и богам небес Брахмы, одно из названий учения «четыре совершенных пребывания Брахмы». Буддисты должны вырабатывать в себе эти качества, это считается важнейшей духовной практикой для правильного социального поведения.
Брахма-вихары — это:
1. любящая доброта или доброжелательность (санскр. maitrī, пали metta)
2. сострадание (санскр. karuṇa, пали karuṇa)
3. сопереживающая радость[англ.] (санскр. mudita, пали mudita)
4. невозмутимость (санскр. upekṣā, пали upekkha)

Согласно тексту из палийского канона буддизма — Метта сутте (АН 4.125), взращивание четырёх безмерных способно стать причиной перерождения практикующего в царстве (мире) Брахмы (пали Brahmaloka).

## Этимология и переводы
Брахмавихара может быть синтаксически разбита на два слова «Брахма» и «вихара» («обитель», санскр.), и часто переводится как «возвышенная» или «божественная обитель» (АН 10.208).
Апрамана, обычно переводится как «неизмеримое, безмерное» и означает «безграничность, бесконечность, состояние, которое безгранично». Говорят, что когда они развиты в высокой степени в медитации, эти установки делают ум «безмерным» и подобным уму любящего Брахмы (бога).

## Описание
Четыре брахма-вихары — это:
1. Любящая доброта (пали mettā, санскр. maitrī) — активное пожелание всем добра
2. Сострадание (пали и санскрит: karuṇā) проистекает из метты, оно воспринимает страдания других как свои собственные;
3. Сорадование[англ.] (пали и санскрит: muditā): это чувство эмпатической радости, испытываемой от того, что другие счастливы, даже если кто-то этому не способствовал;
4. Невозмутимость (санскр. upekṣā, пали upekkha) — это беспристрастное и спокойное отношение ко всем[7][8].

### Ранний буддизм
Брахма-вихара — это древняя концепция, которой буддийская традиция дала свою интерпретацию. В тексте из палийского канона буддизма — Дигха-никае (II.251) утверждается, что Будда называл брахмавихару «этой практикой», а затем противопоставлял её «моей практике» следующим образом:
…эта практика [а именно, простое культивирование любви и т. д., согласно четырехчастным наставлениям] способствует не отречению, не рассеянию, не успокоению, не прекращению, не направлению знаний, не просветлению, не нирване, а лишь возрождению в мире Брахмы.

Моя практика способствует полному отказу, рассеянию, прекращению, умиротворению, прямому знанию, просвещению и нирване — а именно, восьмеричному благородному пути.
Согласно Гомбричу, использование брахма-вихара в буддизме первоначально было связано с пробуждённым состоянием ума и конкретным отношением к другим существам, которое было равносильно «жизни с Брахмой» здесь и сейчас. Более поздняя традиция воспринимала эти описания слишком буквально, связывая их с космологией и понимая «жизнь с Брахмой» как перерождение в мире Брахмы. Согласно Гомбричу, «Будда учил, что доброта — то, что христиане склонны называть любовью — была путём к спасению».
В Тевиджа-сутте ДН 13 Будде Шакьямуни был задан вопрос о пути соединения с Брахмой. Он ответил, что лично знает мир Брахмы и путь к нему, и объяснил медитативный метод достижения этого, используя аналогию резонанса раковины аштамангала:
Монах пребывает, пронизывая разумом, исполненным доброжелательностью, одну страну света, затем вторую, затем третью, затем четвёртую...
Подобно тому, Васеттха, как силач трубящий в раковину, без труда может быть услышан с четырёх стран света, так же точно, Васеттха, и освобождённый разумом, пребывающий в сострадании, он не пропускает там и не оставляет там ничего, что имеет измерение. Это, Васеттха, и есть путь к соединению с Брахмой.
Затем Будда говорит, что монах должен пребывать в слиянии всего мира с ментальными проекциями сострадания, сорадования и невозмутимости (ко всем живым существам).
В двух Метта суттах Ангуттара-никаи (АН 4.125, АН 4.126) Будда утверждает, что те, кто излучает четыре безмерных в этой жизни и умирает «не утратив это состояние», перерождаются в небесном царстве.
Кроме того, если такой человек является буддийским учеником (пали sāvaka) и таким образом осознает три характеристики пяти совокупностей, то после окончания своей небесной жизни он достигнет ниббаны . Даже если человек не является учеником, он всё равно переродится в божественном мире, после чего, однако, в зависимости от прошлых поступков, он может оказаться в аду, родиться в виде животного или голодного духа.
В другой сутте «Аггуттара-никая» в качестве образца любящей доброты проводится мирянка Самавати. В буддийской традиции есть рассказ о том, как стрела, выпущенная в неё, была отражена благодаря её духовной силе.

### Висуддхимагга
Четыре безмерных объясняются в трактате «Путь очищения» («Висуддхимагга»), написанном в V веке нашей эры учёным и комментатором Буддхагхошей .

### Пещера Сокровищ (МДзод-Фуг)
«Пещера Сокровищ» (тиб. མཛོད་ཕུག, Вайли mdzod phug) — терма Бонпо, открытая Шенчен Лугой (тиб. གཤེན་ཆེན་ཀླུ་དགའ, Вайли gshen-chen klu-dga') в начале XI века. Его сегмент описывает вызывание Бонпо четырёх безмерных. В исследованиях отмечена важность этой рукописи для изучения языка Чжан-Чжун.